# Eutanyacra picta
Eutanyacra picta là một loài tò vò trong họ Ichneumonidae.